# Tilleda (Kyffhäuser)

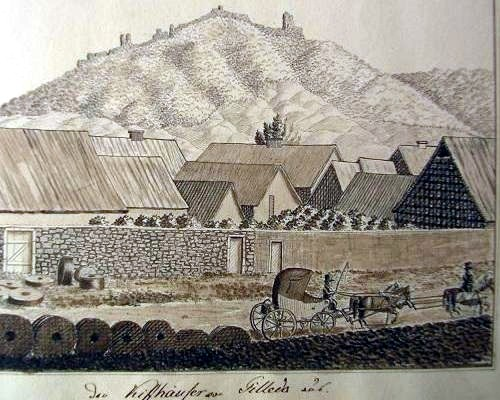
Der Kyffhäuser von Tilleda aus gesehen, Anfang des 19. Jahrhunderts

Tilleda (Kyffhäuser) ist ein Ortsteil der Landstadt Kelbra (Kyffhäuser) im Landkreis Mansfeld-Südharz im thüringisch geprägten Teil Sachsen-Anhalts.

## Geografie
Tilleda liegt in der Goldenen Aue, direkt am Nordrand des Kyffhäusergebirges. Durch den Ort fließt der aus dem Kyffhäusergebirge kommende Wolweda Bach, Hauptzufluss zur Kleinen Helme (Gewässerzahl 5647.6). Nördlich des Ortes befinden sich inmitten der Goldenen Aue die kleineren Höhen der Sittendorfer bzw. Brückener Heide, welche die Goldene Aue in einen oberen und unteren Teil trennen.
Die geografischen UTM-Koordinaten des Kirchturms Sankt Salvator zu Tilleda sind: 32 U 648,859 km E, 5698,661 km N (WGS 84).

### Nachbarorte
Umliegende Ortschaften sind: Nordwesten: Roßla; Nord-Nord-Westen: Bennungen Nord-Nord-Osten: Hohlstedt, Nordosten: Brücken (Helme); Osten: Hackpfüffel; Süd-Süd-Osten: Borxleben, Südosten: Ichstedt; Süden: Udersleben; Südwesten: Steinthaleben; Westen: Kelbra, West-Nord-Westen: Sittendorf; In unmittelbarer Nähe südwestlich der Ortschaft befindet sich der Kyffhäuserberg mit der alten Reichsburg Kyffhausen und dem Kyffhäuserdenkmal.

### Naturschutzgebiete
Tilleda befindet sich im Geopark Kyffhäuser. Im Süden des Ortes erstreckt sich der etwas kleinere Naturpark Kyffhäuser. Östlich von Tilleda bei Hackpfüffel befindet sich das Naturschutzgebiet Hackpfüffler See mit 0.904 km² und der Nummer 318 485; im Süden und Westen des Ortes innerhalb des oben genannten Naturparks befindet sich das FFH (Flora, Fauna, Habitat) -2000 Gebietes Kyffhäuser-Badraer Schweiz Solwiesen mit 33,82 km² und der Nummer 462-302, innerhalb welcher sich die folgenden Naturschutzgebiete befinden: im Südosten kurz vor Ichstedt die Ichstedter Lehde mit 3,512 km² und Nummer 318 585; das NSG Süd-Ost-Kyffhäuser mit 4,429 km², Nummer 319 179 um Udersleben und Bad Frankenhausen; das westlich davon befindliche NSG Süd-West-Kyffhäuser mit 8,317 km² und der Nummer 319 180 zwischen Bad Frankenhausen, Rottleben und Steinthaleben. Direkt westlich Tilledas einschließlich des Kyffhäuserberges befindet sich das NSG Rothenburg mit 4,023 km² und der Nummer 14 472. Zum obengenannten FFH-Gebiet gehören noch die weiter westlich befindlichen NSG Badraer Lehde-Großer Eller und Schloßberg - Solwiesen. Im Süden am Fuße des Kyffhäusergebirges und Wolwedatales erstrecken sich große Streuobstwiesen, vor allem Kirschplantagen. In kleinerem Flächen gibt es diese auch nördlich des Ortes auf den Höhen der Sittendorf-Brückener Heide.

## Verkehr

### Eisenbahnverkehr
Von 1915 bis 1966 bestand ein Haltepunkt an der als Kyffhäuser-Kleinbahn bekannten Bahnstrecke Berga-Kelbra–Artern. Der nächste Bahnhof (5,8 km nur zu Fuß oder mit Fahrrad erreichbar) ist aber in Bennungen.

### Busverkehr
Der öffentliche Personennahverkehr wird durch den TaktBus des Landesnetzes Sachsen-Anhalt erbracht. Folgende Verbindung führt durch Tilleda:
- Linie 450: Sangerhausen ↔ Tilleda ↔ Berga ↔ Stolberg ↔ Breitenstein

### Straßenverkehr
Durch Tilleda führt der Kyffhäuser-Radweg, zudem liegt der Ort an der Landesstraße L220 Edersleben - Kelbra, über die auch im Nordosten Sangerhausen und im Südosten Artern erreichbar sind. Ebenso gibt es eine unbefestigte aber ganzjährig befahrbare Straße zum südöstlichen Nachbarort Ichstedt. Die Bundesautobahn 38 (Leipzig-Göttingen) ist via Tilleda erreichbar, mit der Abfahrt 13 (Berga) oder 14 (Rossla). Zum Ort kann ebenso über die Bundesautobahn 71 Sangerhausen-Schweinfurt, die Abfahrt 2 Artern nehmend, dann weiter über Edersleben und die obengenannte Landesstraße L220 durch Riethnordhausen und Hackpfüffel, gelangt werden.

## Geschichte
Zu Beginn des 9. Jahrhunderts wurde Tilleda in einem Verzeichnis der Güter des vom Erzbischof Lullus († 786) von Mainz erbauten Klosters Hersfeld als Dullide urkundlich erwähnt. Der Ort befand sich einst im Süden des mittelalterlichen thüringischen Helmegaus. Die Entwicklung des Ortes ist eng mit der Geschichte der Königspfalz Tilleda verknüpft. Die neuere Geschichte ist Teil der Geschichte des Amtes Kelbra, zu welchem auch Tilleda gehörte. In der Nähe des Ortes befinden sich die Wüstungen Jarfeld (am südlichen Ufer der Helme zwischen Bennungen und Hohlstedt), Hirschbach (nördlich des ehemaligen Bahnhofs Tilleda) und Steden (am Wolwedabach zwischen Tilleda und Hackpfüffel).
Am 1. Juli 2009 wurde Tilleda in die Stadt Kelbra (Kyffhäuser) eingemeindet. Letzter Bürgermeister war Manfred Tettenborn.

## Sehenswürdigkeiten
- Freilichtmuseum Pfalz Tilleda, ottonische Pfalzanlage, archäologische Ausgrabungen durch Paul Grimm haben eine mehrteilige Anlage mit einer durch Handwerker genutzten Vorburg erbracht. Heute sind im Freilichtmuseum einige der ergrabenen Gebäude rekonstruiert.
- Salvatorkirche (evangelisch), romanisch-gotische Stadtkirche mit teilweise barocker Ausstattung und Renaissance-Epitaphien. Rund um die Kirche gruppieren sich kleine Häuser, die einen Kreis bilden, der einen Kirchengarten umschließt.
- Kyffhäuserdenkmal, oberhalb von Tilleda im thüringischen Teil des Kyffhäusergebirges.
- Gutshof Tilleda, ehemaliger Vierseithof, heute steht noch das denkmalgeschützte Gutshaus und eine Scheune. Hier plant ein Verein zukünftig sozialpädagogische und kulturelle Projekte und hat bereits begonnen, das Haus zu sanieren.
- Streuobstwiesen: Südlich und westlich von Tilleda erstrecken sich zwischen der Ortslage bis an den bewaldeten Rand des steilen Nordhangs des Kyffhäusergebirges ausgedehnte Streuobstwiesen mit Kirschen, Zwetschgen, Äpfeln und Birnen. Vor allem im Frühling zur Kirschblüte bilden sich spektakuläre Farben, ist der Ort mit seiner Umgebung ein Anziehungspunkt für Naturliebhaber.
- Historische nordthüringisch dörfliche Fachwerkhäuser: In Tilleda gibt es viele gut erhaltene originale dörfliche Bauernhöfe mit alten Scheunen und Bauernhöfen zu sehen, typisch für die Umgebung des Kyffhäusergebirges und die Goldene Aue. Gleiches gilt für sämtliche oben genannten umliegenden Ortschaften.
- Naturpark Kyffhäuser und Geopark Kyffhäuser. Hier gibt es auch das große Naturschutzgebiet Natura 2000 Flora und Fauna Habitat (FFH-)Gebiet Kyffhäuser-Badraer Schweiz-Solwiesen (BfN ID 4632-302, WDPA-ID 555519959, DE4632302) mit 33,28 km² Größe.[4]
- Historisches Gasthaus Zur Gabel: Hier soll einst Johann Wolfgang von Goethe übernachtet und gespeist haben, als er die Ruinen der Reichsburg Kyffhausen besuchte.

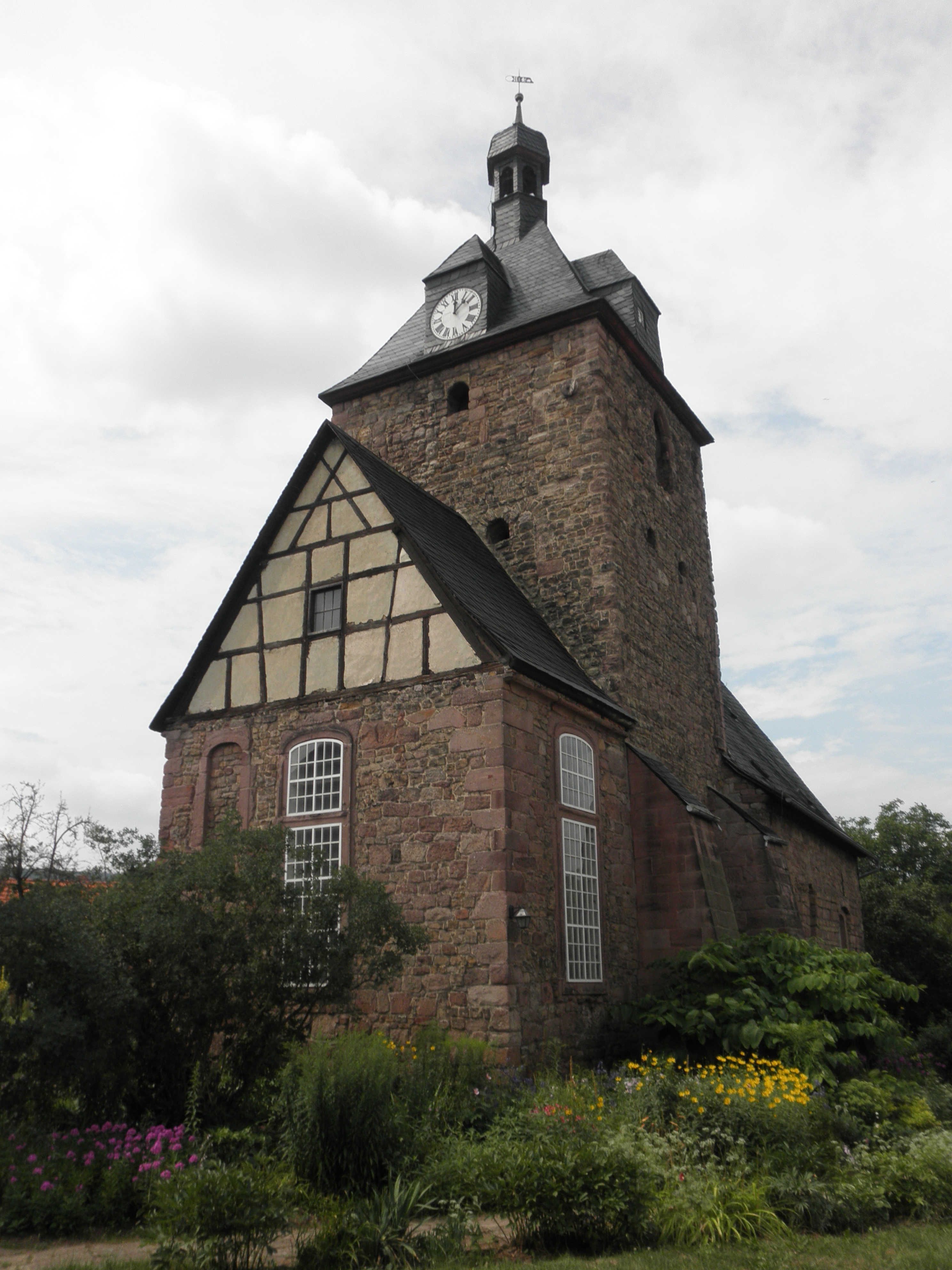
Salvator-Kirche in Tilleda
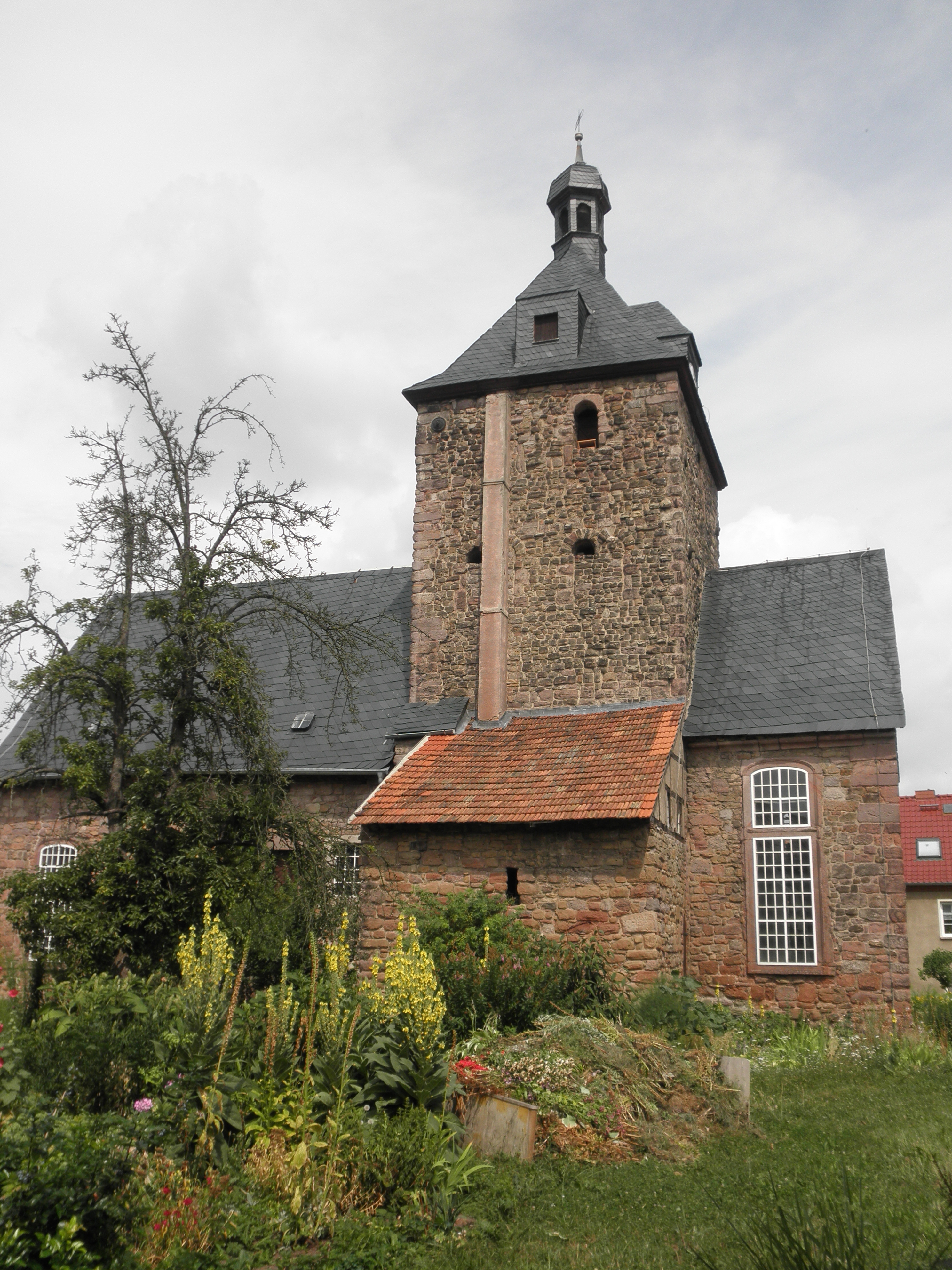
Salvator-Kirche in Tilleda
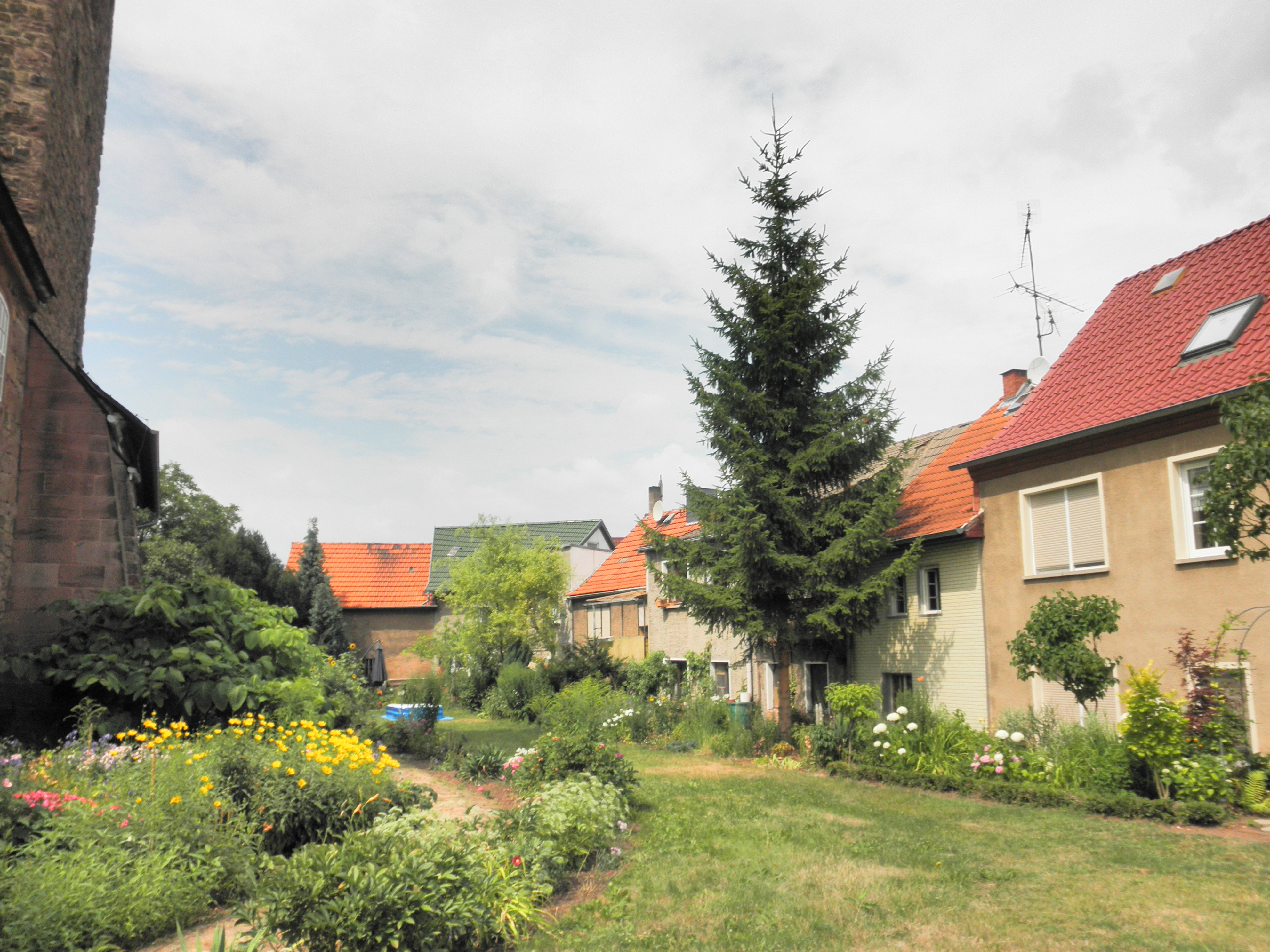
Tilleda: Häuser um die Kirche
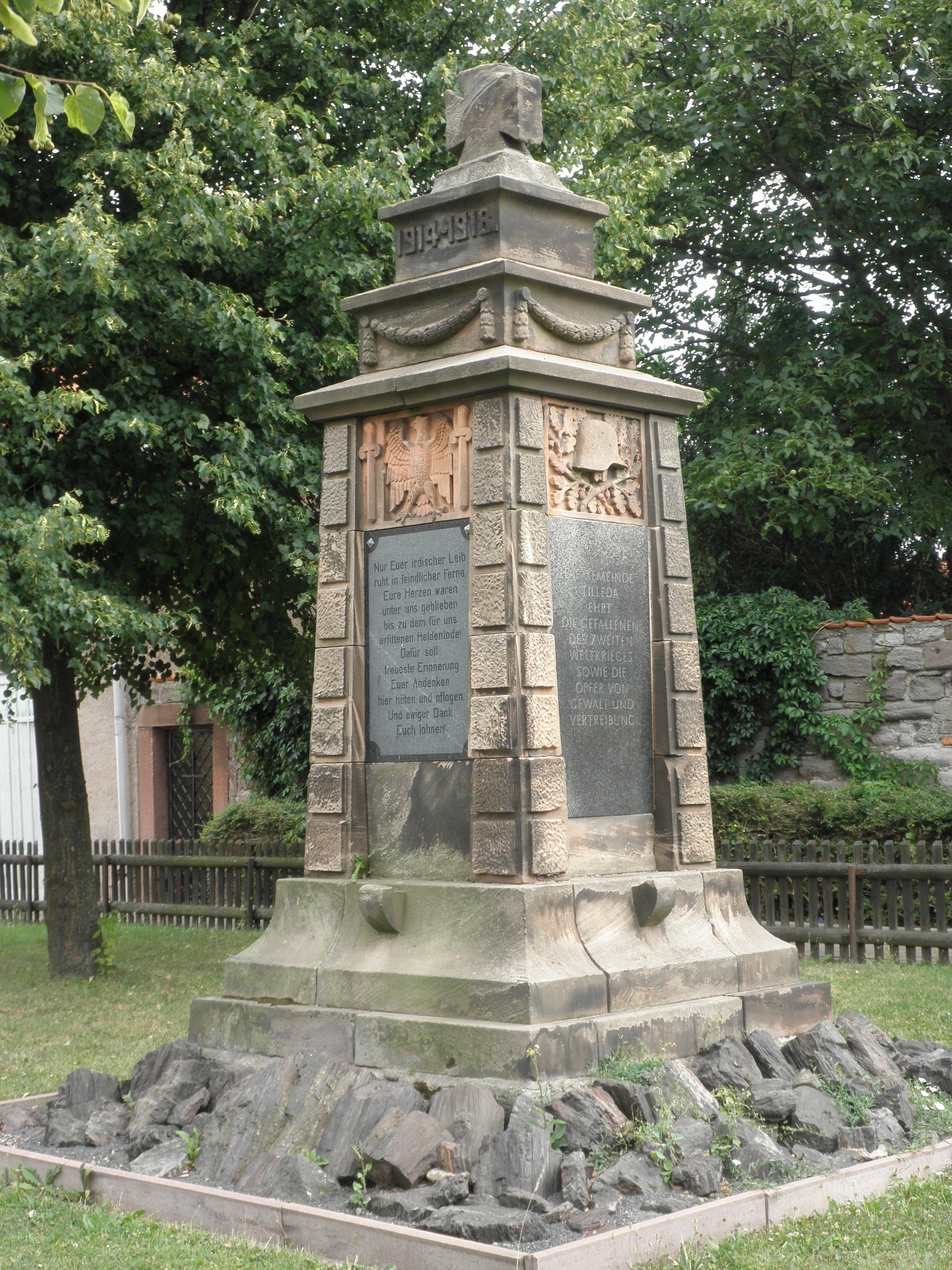
Kriegerdenkmal in Tilleda
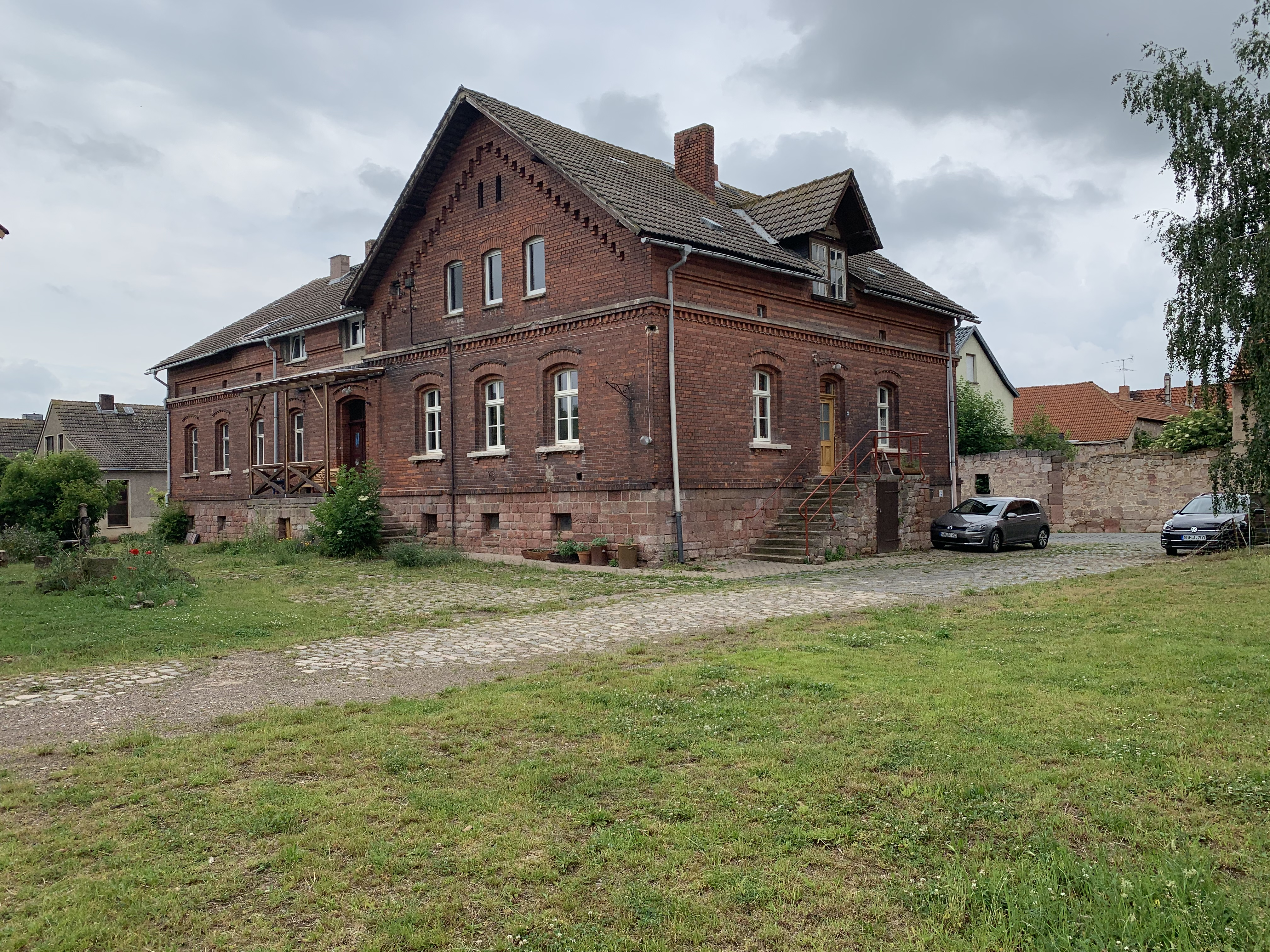
Gutshof Tilleda

## Brauchtum
In Tilleda wird (wurde) wie auf allen Dörfern der mittleren Goldenen Aue und rings um das Kyffhäusergebirge herum nordthüringischer Dialekt gesprochen. Dieser Dialekt wurde und wird immer noch in den Schulen als „Sprache der Ungebildeten“ geringgeschätzt und ist nun im Aussterben begriffen, da nur noch sehr wenige sehr alte diesen Originaldialekt beherrschen. Bei den jüngeren Menschen ist nur noch ein kleiner Slang festzustellen.
Tilleda ist in der näheren Umgebung bekannt für seine späte Kirmes. „De allerlatzde Germsse impm Johr assnn Dülle“ (die allerletzte Kirmes im Jahr ist in Tilleda). Die letzte Kirmes findet Anfang November statt, wenn sämtliche Erntearbeiten abgeschlossen, die Kartoffeln, Ranschken (Futterrüben) und Zuckerrüben frostsicher gelagert; und das Obst für den Winter eingekocht ist. Ebenso gibt es in Tilleda einen Karnevalsverein, welcher regelmäßig große Karnevalsveranstaltungen organisiert und in der Umgebung auch an größeren Karnevalsumzügen mit teilnimmt.

## Verschiedenes

### Tilleda, Wisconsin, USA
Der US-amerikanische Ort Tilleda, Wisconsin („census designated place“ in der Kleinstadt („town“) Seneca, im Shawano County, Wisconsin, USA) (Koordinaten: 44°48´49"N, 88°54´33"W, in UTM: 4964.028 m N, 16T-349.026 m E) ist vermutlich von deutschen Emigranten aus Tilleda gegründet worden. Er besteht nur aus wenigen Häusern und 91 Einwohnern (2010). In der Nähe befinden sich der „Tilleda pond“ (Tilleda Stausee) am Embarrass River, Wisconsin mit Campingplatz. Dort befinden sich auch die „Tilleda Falls“, ein kleiner Wasserfall. Auf dem Tilleda pond finden regelmäßig im Winter Fahrzeugrennen auf dem Eis statt, das „Tilleda Thunder Program“. Eine offizielle Partnerschaft zu diesem Ort ist nicht bekannt.

## Sagen
- Ludwig Bechstein: Bergentrückung[5] (Sage über Kaiser Barbarossa, die in Tilleda und auf/im Kyffhäuser spielt.)